# 我的青少年机器人时代
《我的青少年机器人时代》，或《青少年机器人》（英語：My Life as a Teenage Robot，缩写为Teenage Robot）， 是由罗布·伦泽蒂为尼克儿童频道创作的美国超级英雄科学幻想电视动画片，它是由弗雷德瑞特工作室与尼克动画工作室联合制作的 该系列以一个虚构的小镇穿莫顿为背景，讲述了一个名叫XJ.9的半机器人可動人偶女孩的冒险故事，但她更喜欢被叫作珍妮。她在青少年时期尝试过着正常的青少年生活，同时也兼顾保护地球的职责。
伦泽蒂首先在弗雷德瑞特工作室的动画短片展示区“Oh Yeah! Cartoons”推出这一部动画，在1999年1月5日推出试播集“我的邻居是一个青少年机器人” 该系列于2003年8月1日正式首播，而播出前两季后，该系列由于收视率低而被取消了制作。 2008年10月4日至2009年5月2日，该系列的第三季在美国播出，随后正式结束。这个系列共分三季，每季13集。
我的青少年机器人时代得到了评论家们的好评，获得了众多奖项的提名，其中最突出的是黄金时段艾美奖和十一项安妮奖

## 概述
《我的青少年机器人时代》以虚构的小镇“穿莫顿”为背景，其主题集中在典型的青少年问题和其他问题上，以及将动作、冒险、科幻幻想和喜剧情节混合在一起，描述了一个青少年半机器人的生活以及拯救地球的英雄故事。该系列紧随珍妮·韦克曼·塔基奈特Ver.2.0（XJ.9，由珍妮丝·卡威配音），珍妮是一个高度复杂的具有神经知觉的電動水合氫離子合動力半机器人机甲可動人偶女孩，她的母亲诺拉·韦克曼博士（由坎迪·米洛配音）在该系列发生前五年制造了她。珍妮是一个地球守护者，她拥有各种各样的武器和装置，但事实上她并不喜欢这样子，而想要的是过上正常青少年的生活。在她被制造出来之前，先前还有八代的XJ系列无人机器人，在第一季的剧集“兄弟姐妹海啸”中，介绍了XJ系列机器人的1到8代。
珍妮的朋友是她的邻居们布莱德·卡朋克（由查德·多里克配音）和她的试点塔克·卡朋克（由奥黛丽·瓦西莱夫斯基配音）。布莱德的性格开朗，喜欢冒险，是珍妮交的第一个朋友，而塔克的性情比较暴躁，但通常也会跟着布莱德一起冒险。珍妮的另外一个朋友是谢尔登·李（由昆顿·弗林配音），一个有点老套的书呆子，他对珍妮非常着迷。珍妮经常拒绝他的各种各样的浪漫追求，但仍然把他当作朋友来关心。因此，该系列的粉丝们经常猜测珍妮最终会和谢尔登还是布莱德在一起。伦泽蒂和他的团队似乎更偏向谢尔登，但从未给出过答案。
在高中的时候，珍妮一直在和学校中很受欢迎的俩姐妹布瑞特（由莫伊拉·昆尔克配音）和蒂芙（由克里·萨莫配音）竞争。韦克曼博士经常徒劳地试图控制她的造物，让她的女儿专心保护地球。但更让她烦恼的是，珍妮一直受到全半机器人化帝国“Cluster Empire”的骚扰，帝国女王维克萨斯（由艾萨·凯特配音）一直想让珍妮加入她的半机器人帝国，必要时使用武力。尽管如此，珍妮也在努力维持一种正常人的生活。
该系列的特别篇“逃离坏蛋总部（Escape from Cluster Prime）”表明，Cluster其实是一个各种半机器人组成的和平天堂。另外，由于珍妮一直拒绝加入，维克萨斯已经将其视为一个“恶棍”，指责她具有这颗星球的人们所没有的“机器人变形部件（非官方称呼为“金色芯片”）”，但实际上，维克萨斯自己私藏了这些部件以更好地控制自己的人民。

## 剧集
| 季數   | 集数   | 集数   | 首播日期       | 首播日期      | 首播日期         |
| 季數   | 集数   | 集数   | 首映           | 季终          | 电视网           |
| ------ | ------ | ------ | -------------- | ------------- | ---------------- |
| 试播集 | 试播集 | 试播集 | 1999年1月5日   | 1999年1月5日  | 尼克儿童频道     |
| 1      | 13     | 13     | 2003年8月1日   | 2004年2月27日 | 尼克儿童频道     |
| 2      | 13     | 13     | 2004年12月8日  | 2005年9月9日  | 尼克儿童频道     |
| 3      | 13     | 13     | 2006年11月17日 | 2007年3月30日 | 尼克卡通（美国） |